# La Recueja
La Recueja è un comune spagnolo situato nella comunità autonoma di Castiglia-La Mancia.